# Klauzula (poezja)
Klauzula – końcowy odcinek wersu w dowolnym wierszu, w którym musi nastąpić spadek lub wzrost ciśnienia intonacji głosowej w strunach głosowych u człowieka. W klauzuli skupiają się czynniki delimitacyjne, czyli takie, które wyodrębniają wers, ustalają jego granicę. Niekiedy w klauzuli występuje rym. Klauzula niekoniecznie musi być jednoznaczna z końcem zdania (tak jest w średniowiecznym wierszu zdaniowym), gdyż w wierszu może występować przerzutnia.
Generalnie rzecz biorąc, klauzule w wierszu polskim dzielą się na żeńskie (paroksytoniczne) i męskie (oksytoniczne).
W wierszu Adama Asnyka Ulewa wersy nieparzyste mają klauzulę męską a parzyste żeńską.
Na szczytach Tatr, na szczytach Tatr,
Na sinej ich krawędzi,
Króluje w mgłach świszczący wiatr
I ciemne chmury pędzi.
Wobec paroksytonezy w wersyfikacji polskiej zdecydowanie przeważa klauzula żeńska.